# 1972年夏季奧林匹克運動會越南代表團
越南共和國（南越）在西德慕尼黑主辦的1972年夏季奧林匹克運動會共派出一男一女兩名運動員參賽，是南越自1952年參加奧運以來派員最少的一次。此外，這屆為越南共和國（南越）代表團在1975年西貢淪陷前最後一次以「越南」的名義、越南共和國國旗及越南共和國國歌參加夏季奧運。

## 射擊
50米手槍
- 胡明秋（英语：Hồ Minh Thu）
- 黃氏香（英语：Hương Hoàng Thi）

## 外部連結
- Official Olympic Reports